# ۱۲ (فیلم ۲۰۰۷)
۱۲ یک فیلم جنایی روسی به کارگردانی و بازی نیکیتا میخالکوف است که در سال ۲۰۰۷ منتشر شد. این فیلم اقتباسی از نمایشنامه دوازده مرد خشمگین رجینالد رز و بازسازی فیلم ۱۲ مرد خشمگین (۱۹۵۷) سیدنی لومت است.
دوازده نفر از اعضای هیت منصفانه باید برای سرنوشت یک جوان چچنی که به قتل ناخواسته متهم است تصمیم گیری کنند ....